# ماهیندرا زیلو

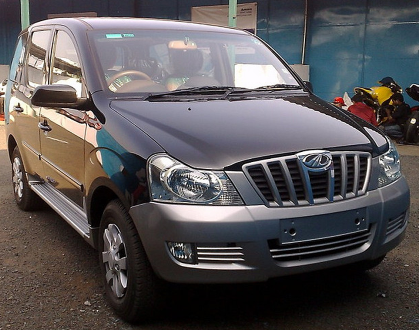
ماهیندرا زیلو

ماهیندرا زیلو (Mahindra Xylo) خودرویی است که از سال ۲۰۰۹ تا کنون در ایالت مهاراشترا در هند تولید می شود. طول آن ۴٬۵۲۰ میلیمتر (۱۷۸ اینچ)، عرض آن ۱٬۸۵۰ میلیمتر (۷۳ اینچ) و ۱٬۸۹۵ میلیمتر (۷۵ اینچ) است.